# Don't Let Them
„Don't Let Them” este un cântec al interpretei Ashanti. Piesa a fost compusă de Irv Gotti și inclusă pe cel de-al treilea album de studio al artistei, Concrete Rose, fiind lansată ca cel de-al doilea disc single al materialului. Compoziția a făcut obiectul unor controverse, întrucât fanii cântăreței au cerut lansatea cântecului „Don't Leave Me Alone” sub titulatura de disc single, însă Ashanti a optat pentru lansarea lui „Don't Let Them”.
Piesa a beneficiat de o promovare deficitară, nereușind să intre în clasamentele din Statele Unite ale Americii. Discul a fost lansat și în Irlanda și Regatul Unit, unde a activat mediocru.

## Informații generale
După lansarea discului single „Only U” spre a promova albumul Concrete Rose, fanii artistei au cerut insistent casei de discuri să elibereze piesa „Don't Leave Me Alone” sub titulatura de disc single. Pentru acest lucru, o comunitate restrânsă de susținători ai artitei au semnat o petiție. Cu toate acestea, casa de discuri Def Jam Records nu a dorit să superote costurile pe care le implica filmarea unui videocip pentru cântecul ales de fani.
În cele din urmă, „Don't Leave Me Alone”, a fost lansat doar sub formă de disc promoțional iar, în locul său a fost promovată compoziția „Don't Let Them”. Costurile lansări acestuia au fost suportate integral de cântăreață.

## Percepția asupra cântecului
În recenziile realizate albumului Concrete Rose, „Don't Let Them”, a fost considerată mai puțin interesantă decât piese precum „Focus”, „Only U” sau „Don't Let Them”. UK Mix a oferit cântecului două stele și jumătate. Această publicație a apreciat într-un mod pozitiv interpretarea artistei însă a piesa a fost considerată o alegere neinspirată pentru promovare, criticul honeystacia susținând faptul că „este cel mai plictisitor single lansat de Ashanti până acum”.
La nivel comercial, discul a debutat pe locul 38 în UK Singles Chart, devenind cel mai slab debut al unui single al cântăreței în acest clasament. Cu toate acestea, „Don't Let Them”, a obținut poziția cu numărul 10 în UK R&B Chart. În cea de-a doua săptămână, piesa a coborât până pe treapta cu numărul 57, părăsind topul în urmăroarea săptămână.
De asemenea, cântecul a activat în clasamentul din Irlanda, unde a obținut locul 41.

## Clasamente
| Clasament             | Poziția maximă | Referință |
| --------------------- | -------------- | --------- |
| Ireland Singles Chart | 41             | [ 4 ]     |
| UK R&B Chart          | 10             | [ 10 ]    |
| UK Singles Chart      | 38             | [ 4 ]     |